# Flugplatz Köln-Ostheim

i7
i11
i13
Der Flugplatz Köln-Ostheim war der zweite Flugplatz in der Stadt Köln nach dem Flughafen Köln-Butzweilerhof. Der Flugplatz wurde in der Zeit vor und während des Zweiten Weltkriegs als Militärflugplatz genutzt. Nach 1945 wurde der Flugbetrieb nicht wieder aufgenommen.

## Geschichte
Im Jahr 1934 ordnete das Reichsluftfahrtministerium die Errichtung eines neuen Fliegerhorstes im Bereich des rechtsrheinischen Ostheim/Merheim an; die Planungen waren streng geheim, denn zu dieser Zeit war auch das rechtsrheinische Gebiet noch 50 km breit entmilitarisiert und die zukünftige Luftwaffe noch nicht enttarnt.
Der Baubeginn datiert auf den 27. April 1936, und noch während der Bauphase begann hier Walter Horten mit dem Bau seiner Nurflügel-Segelflugzeuge. Durch den gleichzeitigen Bau der Autobahn Düsseldorf–Frankfurt (der heutigen Bundesautobahn 3) wurde Ostheim 1936/1937 zerteilt. Östlich der Autobahn lag nun der Fliegerhorst, westlich davon das Dorf Ostheim. Die Straße nach Merheim, die inzwischen Ostmerheimer Straße hieß, erhielt den Namen des Flugpioniers Bruno Werntgen. Auf der anderen Seite der Autobahn blieb es bei dem Straßennamen Ostmerheimer Straße.
Die Luftwaffe übernahm die Liegenschaft am 8. Juni 1937, erster Nutzer war die I. Gruppe des Jagdgeschwaders 234 (I./JG 234), das mit Bf 109 und He 51 ausgerüstet war. Im gleichen Jahr unternahmen die Horten-Brüder den erfolgreichen Erstflug ihre Horten H V. Anfang 1939 wurden die letzten He 51 durch Bf 109 E1/E3 ersetzt. Die I. und II./ JG 234 wurden im Mai 1939 in I. und II./Jagdgeschwader 26 (JG 26) „Schlageter“ umbenannt und einige Monate später wurde die I./JG 26 aus Köln abgezogen.
Im Januar 1940 wurden in Vorbereitung des Fallschirmjäger-Angriffs auf das belgische Fort Eben-Emael Lastensegler in Ostheim stationiert. Hermann Göring inspizierte die Vorbereitungen Ende Februar und am 10. Mai 1940 begann der Westfeldzug der Wehrmacht inklusive des Angriffs auf Eben-Emael. Als Reaktion flog die RAF einen ersten Luftangriff auf Köln, bei dem auch der Fliegerhorst Ostheim getroffen wurde.
In den folgenden Jahren wurde der Flugbetrieb reduziert. Nutzer in dieser Zeit waren die Erprobungsgruppe 210 (Erpr.Gr 210) und III. Gruppe des Nachtjagdgeschwaders 1 (III./NJG 1) mit ihren Bf 109 und Bf 110.
Im Mai 1944 wurde Ostheim Basis der ersten drei Staffeln der Nachtschlachtgruppe 2 (NSGr 2), die mit etwa 80 Ju 87 D-3 und D-5 ausgerüstet war. In den letzten Monaten des Jahres 1944 wurde der Flugplatz immer öfter das Ziel alliierter Luftangriffe. Als Folge der näherrückenden Westfront wurde Ostheim Einsatzbasis von Tag-Abfangjägern.
Für das „Unternehmen Bodenplatte“ wurden rund 60 Fw 190 F-8 in Ostheim zusammengezogen. Die Operation begann am Neujahrstag 1945 unter dem Kommando von Oberst Alfred Druschel, der dabei ums Leben kam. Der letzte Angriff auf Ostheim durch die United States Army Air Forces erfolgte Ende Januar. Dabei töteten die Amerikaner 17 deutsche Flakhelfer.
Am 13. April 1945 wurde der Flugplatz Ostheim von den US-Armee besetzt. Da der Fliegerhorst nur zirka zehn Kilometer vom Flughafen Wahn entfernt war, sahen die Alliierten keine Notwendigkeit für den Erhalt – die Flughafenanlagen wurden deshalb abgerissen. Die Kasernengebäude sind überwiegend erhalten und werden heute als Wohngebäude, Gewerbegebäude und vom Krankenhaus Merheim genutzt. Die Große Plantage war ab 1944 Standort einer der schweren Flakbatterien der Flugabwehr im Kölner Raum.